# 国际祷告殿
國際禱告殿，是現今基督教在美国堪薩斯市的 24/7禱告運動中的事工。自 1999 年開始每日 24 小時，每年 365 天的禱告會，使用琴與爐的敬拜代禱模式。整個事工專注於禱告、禁食、傳福音，並為末世教導、裝備信徒。他們深信聖徒們需要被裝備與神同工，好面對將來末世時的各種挑戰。
國際禱告殿的創辦人與主管為畢麥克（Mike Bickle）。國際禱告殿以宣教基地的方式運行，其同工需在國際禱告殿以外自行籌劃基金。禱告室每兩小時一輪，各由全時間的敬拜團隊帶領。每日的時間表裡具有不同方式的禱告會。
此宣教基地包括一個聖經學校 —— 先鋒傳道學校（Forerunner School of Ministry），先鋒音樂學校（Forerunner Music Academy）和先鋒媒體學校（Forerunner Media Institute）。該大學於2013年秋季班正式開始有國際語言的神學課程，目前有中文先鋒事奉學校（页面存档备份，存于）（Forerunner School of Ministry Chinese）和韓文，授課及講義一律以中、韓文。招生對象為說中文的華人（包括中國，台灣，香港，新加坡等地華人為主）或韓國人。此外還有幾種密集培訓課程，例如為期三個月的夜晚的火（Fire in the Night）與為期六個月的青年實習班。
2023 年 10 月下旬，在網路媒體上針對國際禱告殿創辦人畢麥克的指控掀起了議論，這些指控據稱是關乎畢麥克過去數十年間的不端性行為。